# George Bennie Railplane

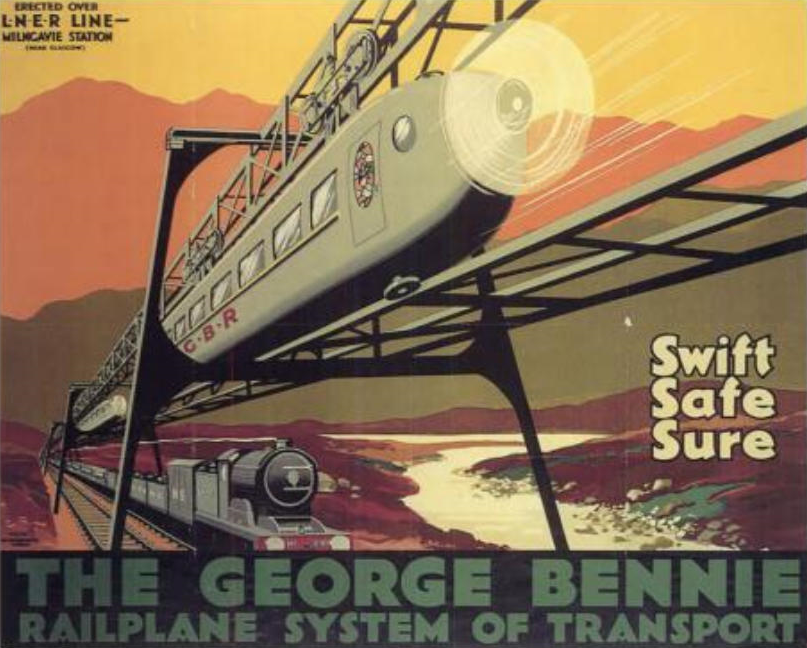
Werbeplakat für das George Bennie Railplane System, 1929

Das George Bennie Railplane war ein schienengebundenes Verkehrsmittel, das vom schottischen Ingenieur und Erfinder George Bennie (1891–1957) entwickelt wurde. Das Fahrzeug bewegte sich hängend an einer Tragschiene, die Führung wurde sowohl von der Tragschiene wie auch von einer zusätzlichen Führungsschiene unterhalb des Fahrzeuges übernommen. Der Antrieb erfolgte mittels Luftschrauben vorne und hinten am Fahrzeug.
Das System ist keine Monorail, weil neben der Tragschiene eine separate Führungsschiene verwendet wird.
George Bennie wollte mit seiner Erfindung einen sicheren, schnellen Personenverkehr anbieten, der mit der damaligen Eisenbahntechnik noch nicht verwirklicht werden konnte:
- Trennung des schnellen Personenverkehrs vom langsamen Güterverkehr
- Antrieb und Bremse unabhängig von der Reibung zwischen Rad und Schiene
- Spurführung, welche nicht vom Sinuslauf beeinflusst wird.

Der Erfinder errichtete in Milngavie bei Glasgow eine 400 Meter lange Versuchsstrecke über einem Industriegleis der LNER zum Überprüfen des Konzeptes. Die Strecke wurde am 8. Juli 1930 eröffnet und der Presse vorgestellt. Es bestanden Pläne für Railplane-Strecken zwischen Edinburgh und Glasgow, sowie zwischen Southport und Blackpool. Diese Projekte ließen sich nicht umsetzen, weil keine Finanzierung gefunden wurde. 1937 war George Bennie bankrott und das System wurde nicht weiter verfolgt. Die Versuchsstrecke wurde 1956 abgebrochen.